# Marouette grise
Poliolimnas cinerea
Genre
Espèce
Statut de conservation UICN

 LC  : Préoccupation mineure
La Marouette grise, aussi Râle cendré ou Râle à sourcils blancs (Poliolimnas cinerea, synonymes Amaurornis cinerea, Porzana cinerea)) est une espèce d'oiseaux de la famille des Rallidae.

## Description
La marouette a pour taille de 18 à 22 cm de la tête à la queue.

## Répartition
Cet oiseau se reproduit dans les pays suivants : Australie, Brunei, Cambodge, Fidji, Hong Kong, Indonésie, Japon, Malaisie, États fédérés de Micronésie, Nouvelle-Calédonie, Palaos, Papouasie-Nouvelle-Guinée, Philippines, Samoa, Singapour, Îles Salomon, Thaïlande et Vanuatu.

## Habitat
Son habitat naturel est subtropical ou tropical, dans les forêts de mangroves.

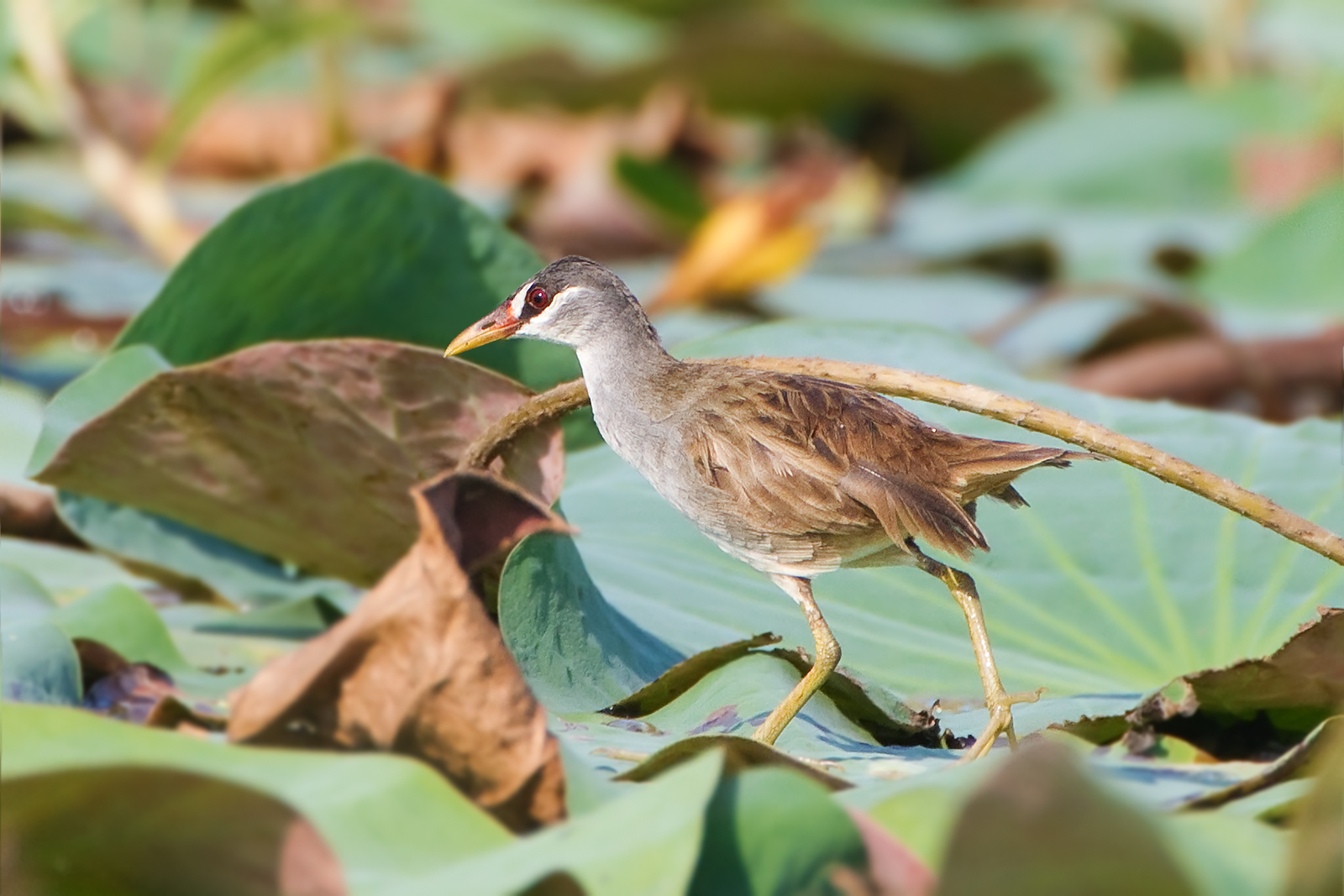
Marouette grise, Bueng Boraphet, Thaïlande